# Carlos de Borbón
Carlos María de los Dolores Juan Isidro José Francisco Quirin Antonio Miguel Gabriel Rafael de Borbón y Austria-Este powszechnie nazywany Don Carlosem (ur. 30 marca 1848, zm. 18 lipca 1909) – karlistowski pretendent do tronu Hiszpanii jako Karol VII i legitymistyczny pretendent do tronu Francji jako Karol XI, syn Juana Carlosa de Borbón, hrabiego Montizón, i Marii Beatrycze, córki Franciszka IV, księcia Modeny.

## Życiorys
Karol urodził się w Lublanie, stolicy Krainy, w obecnej Słowenii. Za jego edukację odpowiadał brat matki Franciszek V, książę Modeny. Karol w dorosłym życiu stał się konserwatystą, co odróżniało go od ojca. 3 października 1868 roku w Paryżu Juan Carlos de Borbón podpisał akt abdykacji, a Don Carlos został pretendentem do tronu Hiszpanii jako Karol VII. Kiedy ojciec zmarł w 1887 roku, Don Carlos został też pretendentem do tronu Francji.
Carlos de Borbón wywołał trzecią wojnę karlistowską, stając na czele 20-tysięcznej armii i wydając rozkaz do walki 21 kwietnia 1872 roku w Nawarze. Pierwsze wystąpienie zakończyło się porażką, ale walka była kontynuowana na innych frontach, między innymi przez brata Don Carlosa Alsonso Carlosa do Borbóna i innych karlistowskich dowódców, wśród których zasłynął szczególnie ksiądz Manuel Ignacio Santa Cruz Loidi. Don Carlos kontrolował niewielką część półwyspu ze swej stolicy w Estelli. Po przywróceniu monarchii w Hiszpanii i objęciu tronu przez Alfonsa XII w 1875 roku, karta zaczęła się odwracać i Don Carlos utracił Estellę na początku 1876 roku i musiał uciekać do Francji 28 lutego 1876 roku.
Karol zmarł w Varese, w Lombardii, w 1909 roku. Został pochowany w bazylice di San Giusto w Trieście. Jego jedyny syn odziedziczył po nim pretensje do tronów Hiszpanii i Francji jako Jakub III.

## Małżeństwa i potomstwo
4 lutego 1867, we Frohsdorf w Austrii Karol ożenił się z księżniczką Margartią de Parma, córką Karola III, księcia Parmy i jego żony – Louise d’Artois. Ich dziećmi byli:
- Blanca de Castilla Maria de la Concepción Teresa (7 września 1868-25 października 1949), żonę Leopolda Salwatora Habsburga (1868-1931), syna Karola Salwatora,
- Jaime Pio Juan Carlos Benvenudo Samsón (27 czerwca 1870-2 października 1931),
- Elvira Maria Teresa (28 lipca 1871-9 grudnia 1929), matkę trojga dzieci ze związku z malarzem Filippo Folchi (nosiły nazwisko Burbon),
- Maria Beatriz Teresa Carlota (21 marca 1874-1 listopada 1961), żonę Fabrizio Massimo (1868-1944), księcia Roviano. Po śmierci brata Jakuba w 1931 Beatrycze odziedziczyła zamek Frohsdorf,
- Maria Alicia Ildefonsa Margarita (29 czerwca 1876-20 stycznia 1975), żonę księcia Fryderyka de Schönburg-Waldenburg (1872-1910), potem generała Lino del Prete (1877-1956).

W styczniu 1893 Margarita zmarła, a ten rok później Don Carlos postanowił ożenić się ponownie. Razem ze swoją matka wybrał dwie kandydatki: księżniczkę Teresę z Liechtensteinu (córkę księcia Alfreda z Liechtensteinu) i księżniczkę Marię Berthę de Rohan (jedyną córkę księcia Alana de Rohan-Guémené i jego żony hrabiny Gabrielle de Waldstein). Karol osobiście poznał obie panie i wybrał drugą z nich.
28 kwietnia 1894 w prywatnej kaplicy w Pradze ożenił się z Berthą de Rohan (1860-1945). Ślubu udzielił im kardynał Franz von Schönborn. Bertha chciała zdominować męża, co uczyniło ich małżeństwo niepopularnym wśród karlistów.